# David Scully (actor)
David Scully es un comediante y actor de voz.  Siendo doblador de voces, empezó haciendo su trabajo para doblador de voces de personajes de videojuegos.
También ha sido llamado a crear personajes originales de los juegos que van desde sargentos del Sur, espías rusos, surfistas de California, y los diplomáticos británicos, a celebridades tales como: Barry White, Arnold Schwarzenegger, Alec Guinness, Alfred Hitchcock, Humphrey Bogart, Kermit the Frog, Marlon Brando, Russell Crowe, Morgan Freeman, and Don LaFontaine. 
Fue un actor de teatro, comediante, escritor y dramaturgo bosquejo, además de cómico de la NBC. En 2009 creó su propia empresa donde desempeña el cargo de director ejecutivo, escritor y diseñador jefe. También ha lanzado recientemente su propia línea popular de tarjetas de felicitación llamada The Arts Line.

## Actuación de voz
- Azurik: Rise of Perathia como Azurik, Eldwyn, Balthazar ,Death Guardian, y gente masculina del pueblo.
- Star Fox: Assault como Leon Powalski y Panther Caroso[1]
- Total Annihilation: Kingdoms varias voces
- No One Lives Forever 2
- F.E.A.R. como Douglas Holiday
- Halo: Combat Evolved, Halo 2, Halo 3 y Halo 3: ODST como Sergeant Johnson, Elite #1[1]
- Aliens Versus Predator 2 como Jones.
- SiN Episodes: Emergence como Viktor Radek.
- Drakan: The Ancients' Gates como Arokh.
- Halo 3 Legendary Maps Trailer como locutor.
- Gruntz como Grimley, The King, narrador y todos los Gruntz
- Spy Fox 2: "Some Assembly Required" como Napoleon LeRoach.
- Left 4 Dead como la voz de la radio en el nivel Blood Harvest.
- Saw como Oswald McGullicuty.[1]
- Left 4 Dead 2 como Soldier.
- Halo: Reach como Elite #1, Sgt. Johnson Firefight.[1]
- Pajama Sam como Carrot, Darkness, varios.[1]
- Sly Raccoon como Sir Raleigh.[1]
- Sly 2: Ladrones de Guante Blanco como Dimitri Lousteau y Rajan.[1]
- Sly 3: Honor entre ladrones como Dimitri Lousteau, Don Octavio y Captain LeFwee.[1]
- Sly Cooper: Ladrones en el Tiempo como Dimitri Lousteau.[1]
- Dota 2 como Bane, Dazzle, Juggernaut, Morphling, Sand King, Sven y Weaver.
- Counter-Strike: Global Offensive como los soldados de la unidad SWAT.